# ケララ料理

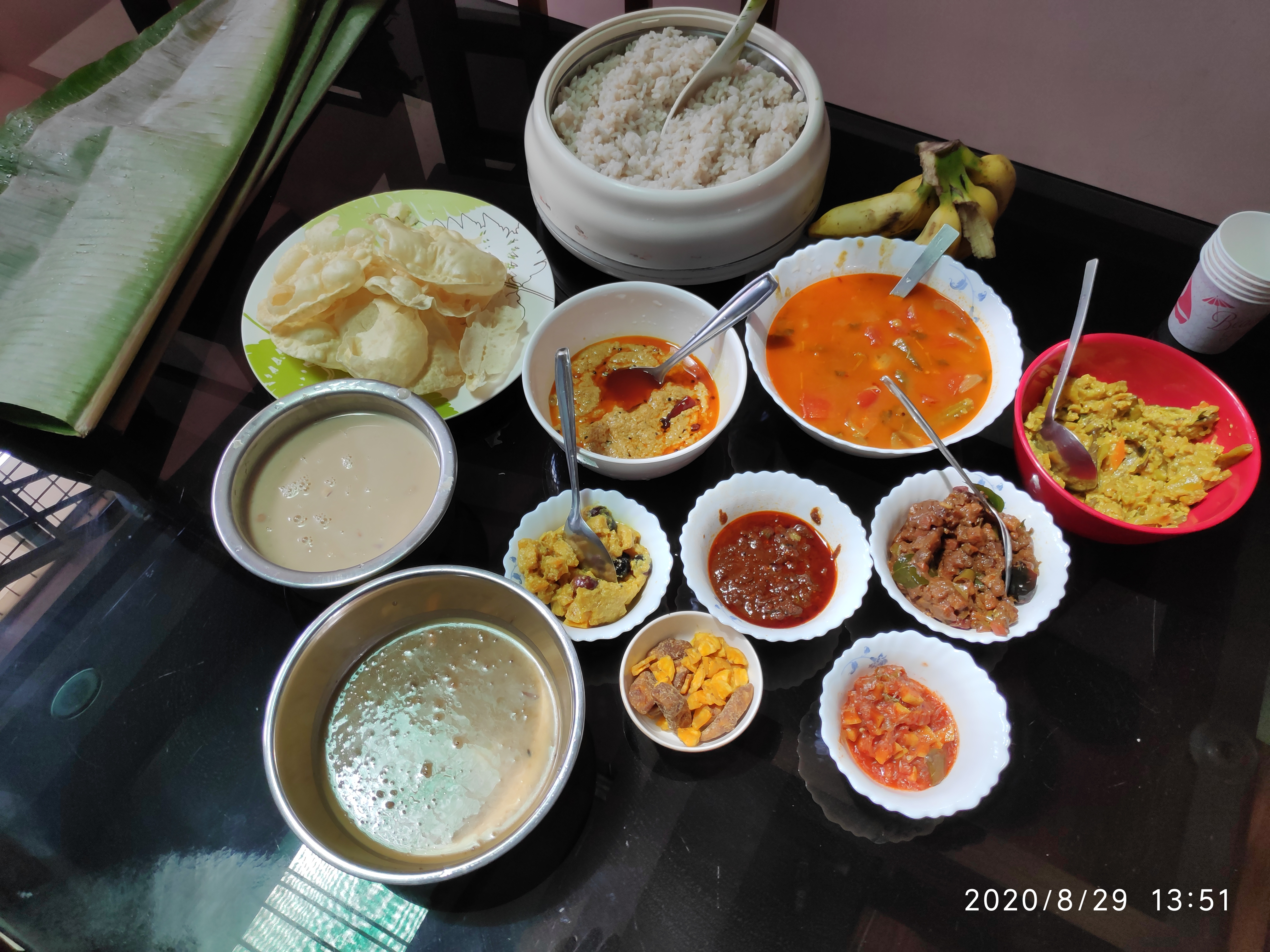
ケララ料理

ケララ料理（Kerala cuisine）では、南インド・ケララ州の料理について概説する。
日本語のカタカナ表記としては「ケーララ州」、「ケーララ料理」表記もある。本項では以下「ケララ」と表記する。

## 概要
ケララは北インドのようにムガル帝国に征服されなかったため、古来からの独自食文化が残る土地である。また、大航海時代には重要拠点であったことから（香辛料貿易参照）、もともとはケララのローカルスパイスであった胡椒に加えて、唐辛子をはじめとする世界中のスパイスが集まってきたことで、そういった異文化との交わりから生まれた料理がケララ料理であるといえる。
ケララ州は海に面しているため、漁業も盛んであり新鮮な魚介類をココナッツミルクとホールスパイスで煮込んだフィッシュカレーをケララ州の名産でもある赤米の飯にかけて食べるのが定番となっている。
日本ではケララ料理は南インドの料理の代表のようにとらえられているが、ケララ料理はインド料理（南インド料理）の中では、どちらかと言えば個性的な料理である。

## 特徴
ケララ料理にはココナッツの使用頻度が高いのが特徴である。インドではココナッツオイルは整髪料として用いられるが、食用として用いるのはケララ州のみである（スリランカ料理はケララ料理の影響を受けているためココナッツオイルも使用される）。
北インドのカレーはスパイスを何十種も使ってじっくり煮込むのだが、ケララ料理のカレーは魚や野菜、ココナッツミルクを使って、食材の味と香りを引き立てるためのごくわずかなスパイスを入れるカレーである。作りたてが最も美味しいシンプルな料理であると言える。

## 日本におけるケララ料理
沼尻匡彦は貿易の仕事で南インドに滞在したが、現地の日常食の味にほれ込み、日本人好みの味と判断し、1980年代から南インド料理の普及活動を日本でスタートした。沼尻の活動を以下に例示する。
- 1990年代後半から2000年代前半にかけてmixi、Facebookで同志を募り、食事会「グルジリ」を数百回、開催した[2]。グルジリからは南インド料理店の名シェフを数多く輩出することになる[2]。
- 日本の農家に直談判し、カレーリーフを日本で初めて栽培することに成功し、日本での販売経路を開拓した[2]。

沼尻は2008年に「ケララの風」という店を東京都大田区に開業し、自身で調理を行い、ケララ料理を提供している。